# 扎拉·穆罕默迪
扎拉·穆罕默迪（英語：Zara Mohammadi）（1990年—）生於伊朗代赫戈兰，她是庫爾德活動家及語言老師。 
BBC 曾將扎拉·穆罕默迪評為 2022 年百大啟發與具影響力女性，列為年度全球百大女性（100 Women）名單中。 扎拉·穆罕默迪曾因為教導人們她自己的母語（中庫爾德語）而被關押至桑達傑女子監獄（Sandaj Women's Prison）五年。桑達傑革命法庭指控扎拉破壞伊朗的國家安全，方法是透過組織團體及委員會來威脅國家安全。 她也是諾任文化和社會委員會（Nozhin Cultural and Social Council）的董事會成員之一。
即使扎拉被判刑入獄五年， 2023年2月10日，她便獲得自由。出獄後，她上傳影片到她 IG 帳號，表示「我和我的律師皆並未簽署任何特赦的請求，而且我絕對不會這麼做！」